# 21717 Пан
21717 Пан (21717 Pang) — астероїд головного поясу, відкритий 9 вересня 1999 року.
Тіссеранів параметр щодо Юпітера — 3,279.